# پرژنو (ناحیه فریدک-میستک)
پرژنو (به چکی: Pržno) یک منطقهٔ مسکونی در جمهوری چک است که در ناحیه فریدک-میستک واقع شده‌است. پرژنو ۲٫۹۳ کیلومتر مربع مساحت و ۹۱۶ نفر جمعیت دارد و ۳۴۰ متر بالاتر از سطح دریا واقع شده‌است.